# Společnost Jana Amose Komenského (Kyjev)

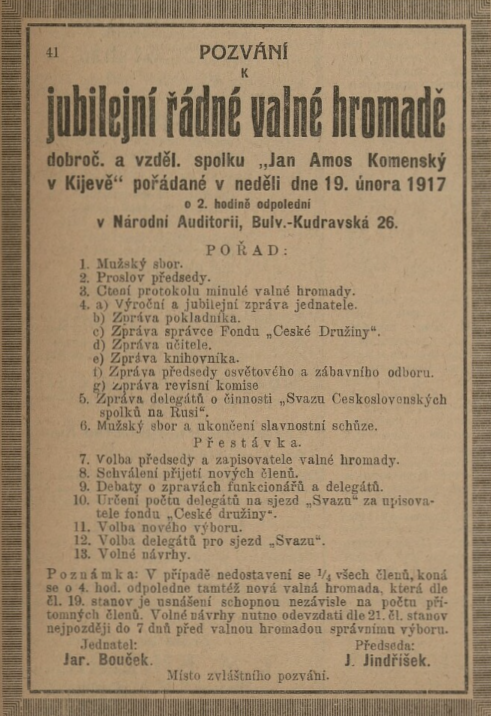
Oznámení o konání valné hromady spolku J. A. Komenský (týdeník Čechoslovan, č. 6, 1917)

Společnost Jana Amose Komenského (ukrajinsky Товариство імені Яна Амоса Коменського) byl krajanský kulturně vzdělávací spolek Čechů žijících na Ukrajině, tehdejší součásti Ruského impéria, především pak v Kyjevě. Zde společnost v letech 1907 až 1918 sídlila a působila, po začátku první světové války roku 1914 se angažovala i v politické činnosti. Zanikla krátce po vzniku Sovětského svazu, který v roce 1918 v Kyjevě převzal moc. Byl pojmenován po českém učenci, pedagoovi a také pobělohorském exulantovi J. A. Komenském.

## Historie

### Vznik
Češi se stěhovali do Ruska, resp. na území Ukrajiny, od 70. let 19. století, české osady vznikaly zejména v černomořské oblasti, Volyni a Podolí. Na začátku 20. století se v Kyjevě utvořila početná česká komunita ve čtvrti Šuljavka: Vedle továrních závodů Greter & Křivánek existovaly další české podniky, např. pobočka automobilky Laurin & Klement na Demjevce. Komunitě bylo třeba kulturních, vzdělávacích a veřejných institucí, které by zastupovaly zájmy imigrantů, ale před první ruskou revolucí v roce 1905 nebylo možné takové organizace registrovat. V březnu 1907 vznikl pak z iniciativy Jindřicha Jindříška, v Kyjevě usídleného podnikatele a prodejce hudebních nástrojů, český krajanský spolek Jan Amos Komenský, jehož předsedou se Jindříšek stal v této funkci setrval po celou dobu její činnosti.

### Činnost
Společnost přispěla k reorganizaci neoficiálního sportovního sdružení Pivden v tělovýchovnou jednotu české organizace Sokol v Kyjevě. Zasadila se také o vytvoření českého rekreačního parku Stromovka, pojmenovaném po stejnojmenném parku v Praze. V říjnu 1907 zřídil spolek v Šuljavce vlastní školu s výukou v češtině v Kyjevě. V roce 1909 byla postavena její nová budova, pozemek pro školu koupil předseda Jindříšek za své peníze a zaregistroval na své jméno, protože zdejší Češi jakožto cizinci neměli právo na koupi takového pozemku. Následně z tohoto důvodu musel snášet útoky závistivých lidí, kteří psali udání na policii, která ho obviňovala z nákupu nemovitosti za peníze získané na charitu. Jindříškova pověst byla ale bezvadná a policie podobná prohlášení brzy přestala brát v úvahu.
Dále spolek mj. vydával učebnice ruského jazyka pro Čechy, pořádal přednášky, divadelní představení a další kulturní akce. O svých aktivitách informoval mj. v česky psaném týdeníku Ruský Čech, který Jindříšek spolu s Václavem Vondrákem vydával od roku 1906, roku 1911 pak přejmenovaném na Čechoslovan.

### První světová válka
S vypuknutím první světové války se pak ukajinští Češi ocitli ve složité situaci, protože většina z nich byla občany nepřátelského státu, Rakouska-Uherska. 9. srpna 1914 se v Kyjevě spolek na Carském (později Evropském) náměstí organizoval demonstraci českých a slovenských krajanů na znamení loajality k Rusku a Srbsku, 3. srpna 1914 byl pak navržen projekt převodu příslušníků české komunity k ruskému občanství. Rovněž se podílel na zaopatření českých a slovenských dobrovolníků, ze kterých byla v dalších týdnech vytvořena vojenská jednotka v ruské armádě, tzv. Česká družina. V září 1914 byl založen Fond českých manželek na pomoc rodinným příslušníkům praporu, nadace také provozovala penzion pro dobrovolníky přijíždějící z jiných měst.

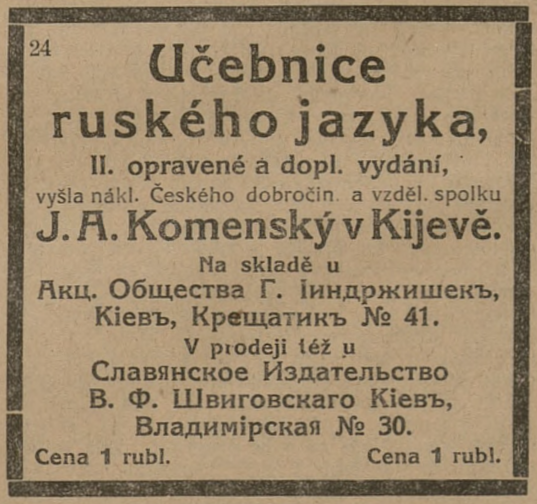
Reklama na učebnice ruštiny vydané nákladem spolku J. A. Komenský (týdeník Čechoslovan, č. 6, 1917)

Společnost J. A. Komenského nadále prováděla výchovnou a osvětovou práci mezi českými a slovenskými válečnými zajatci z rakousko-uherské arrmády, osvobozovala je ze zajateckých táborů a zaměstnávala je jako dělníky do kyjevských, často Čechy vlastněných, podniků, jako např. v kyjevské továrně firmy Laurin & Klement v Kyjevě, vedené Louisem Tučkem. Rovněž pomáhala organizovat pozdější formování československých legií v Rusku. Od března 1915 se delegáti společnosti účastnili organizačních sjezdů Svazu československých spolků na Rusi, kde byli čeští a slovenští krajané v Ruské říši koordinováni ve věci vzniku samostatného Československa.

### Zánik
Spolek zanikl v roce 1918 poté, co moc ve městě převzaly orgány Sovětského svazu, vzniklého po komunistickém puči v roce 1917. Řada ukrajinských Čechů pak zemi, často z důvodu ohrožení na životě či svobodě, byla nucena Ukrajinu opustit a přesídlit do Československa, mj. včetně někdejšího předsedy společnosti J. Jindříška, který ze země uprchl ukrytý v nákladním železničním vagónu.